# Liza Jane
«Liza Jane» — первая запись Дэвида Боуи, выпущенная как сингл в 1964 году под именем Davie Jones with the King Bees. Вторая сторона сингла включала песню «Louie, Louie Go Home» группы Paul Revere and the Raiders. Обе песни были записаны на семичасовой сессии в лондонской студии Decca Studios (Бродхёрст Гарденс, Западный Хэмпстед).
Боуи связался с Лесли Конном, который управлял музыкальным издательством Дорис Дэй и был искателем талантов для Dick James Organisation. Конн пригласил The King Bees на прием в честь юбилея свадьбы, но вынужден был остановить выступление уже через 10 минут из-за громких звуков ритм-энд-блюза. Конн всё же взял на себя роль менеджера и промоутера The King Bees на несколько месяцев в 1964 году, и они записали и выпустили сингл «Liza Jane» на лейбле Vocalion Pop. Несмотря на то, что сингл рекламировался в телешоу Jukebox Jury, Ready Steady Go! и The Beat Room и получил широкое освещение на радио, он плохо продавался, и впоследствии группа была исключена из лейбла.
Песня была аранжировкой старой классической «Li’l, Liza Jane», но Конн был указан как автор песен, и принято считать, что это было сделано для получения бо́льших авторских отчислений. В 1997 году Конн вспоминал, как King Bees придумали шеститактный блюз. Конн «предложил несколько собственных идей для песни, они импровизировали, и так родилась эта песня» .
После того, как Конн и Боуи разошлись в 1964 году, Конн переехал на Майорку на нескольких лет. Однажды он разговаривал по телефону со своей матерью, которая хотела избавиться от нескольких сотен экземпляров «Liza Jane», хранившихся в её гараже. Они договорились выбросить их.

## Список композиций
1. «Liza Jane» (Конн) — 2:32
2. «Louie, Louie Go Home» (Ревир/Линдсей) — 2:14

## Участники записи
- Дэвид Джонс — вокал, саксофон
- Джордж Андервуд — гитара (родился в 1947)
- Роджер Блэк — гитара
- Френсис Ховард — бас-гитара
- Роберт Аллен — барабаны
- Лесли Конн — продюсер

## Концертные версии
- На следующий день после 40-й годовщины первого релиза Боуи исполнял «Liza Jane» на концерте в PNC Bank Arts Center (Холмдел, США, 6 июня 2004 г.)[5]

## Другие релизы
- В ноябре 1978 года компания Decca перевыпустила сингл в Соединённом Королевстве.[1]
- На ацетатной пластинке была выпущена версия с немного удлинённым затуханием.[1]